# Chroniques de Gor
Pour les articles homonymes, voir Gor.
Gor, surnommée l’anti-Terre, est un monde parallèle, décrit dans les Chroniques de Gor par John Norman, tout au long d’une saga qui comprend près de 30 romans où se mêlent des thèmes relevant de la philosophie, l’érotisme et de la science-fiction.
Entamée en 1966 cette saga, dont seuls les 16 premiers tomes ont été traduits en français, décrit les aventures de Tarl Cabot sur la planète Gor, une anti-Terre située en opposition au Soleil sur la même orbite que la Terre.
Les coutumes, la terminologie et l'imaginaire de ces œuvres de fiction ont inspiré une sous-culture machiste d'inspiration BDSM que certains ont voulu transposer dans le monde réel. Depuis la fin des années 1990 un attrait pour la culture de Gor s’est développé au travers de sites et de salons de discussion sur Internet. Les adeptes de ce mode de vie sont appelés goréens.

## Livres du cycle de Gor

Drapeau personnel du Bosk de Port Kar, ou Tarl Cabot de Bristol, le narrateur principal des livres de Gor

Les aventures de Tarl Cabot, le héros récurrent, sur une planète cachée du système solaire servent de toile de fond à la description d'une société sauvage mélangeant barbarie, machisme et haute science. Chaque livre est prétexte à décrire une population particulière de la planète et à soulever une partie du voile,.
La plupart des récits sont racontés par un humain transplanté sur Gor, le professeur britannique Tarl Cabot, maître épéiste, engagé dans des aventures impliquant les prêtres-rois, les Kurii et les humains. Les livres sept, onze, dix-neuf, vingt deux, et vingt-six sont racontés  par des femmes enlevées de la Terre qui sont devenues esclaves. Les livres quatorze, quinze et seize sont racontés par un homme qui avait été enlevé (et initialement réduit en esclavage) Jason Marshall.
La série comporte plusieurs races d’aliens. Les plus importants des livres sont les prêtres-rois insectoïdes et les prédateurs Kurii aux énormes pinces, étrangers venus de différents systèmes stellaires. Les prêtres-rois (en) dirigent Gor comme des gardiens quelque peu désintéressés, en laissant les hommes s’occuper de leurs propres affaires, aussi longtemps qu'ils respectent certaines restrictions sur la technologie. Les Kurii sont une race agressive et invasive, détentrice d’une technologie de pointe (mais inférieure à celle des prêtres-rois) qui veut coloniser la Terre et Gor. La puissance des prêtres-rois a diminué après la « guerre du Nid » décrite dans le troisième livre, et la plupart du temps, les prêtres-rois et les Kurii luttent les uns contre les autres seulement par procuration, par l'intermédiaire de leurs agents et espions humains respectifs.

Le symbole « kef » des Kajirae goréennes

Les derniers épisodes de la série sont principalement axés sur des aventures relevant du genre space opera, à côté de péripéties à caractère de plus en plus largement philosophique et sexuel. Il existe de nombreuses sous-intrigues qui se poursuivent sur plusieurs livres et reviennent au scénario principal dans les livres suivants. Certaines de ces intrigues débutent dans le premier livre, mais la plupart sont sous-jacentes dans les dix premiers livres.
1. Le Tarnier de Gor, OPTA, 1975 ((en) Tarnsman of Gor, 1966)  (ISBN 2-7201-0022-6 et 0-345-27583-7) Extrait du premier chapitre Fichier PDF
2. Le Banni de Gor, OPTA, 1975 ((en) Outlaw of Gor, 1967)  (ISBN 2-7201-0022-6 et 0-345-27136-X)
3. Les Prêtres-Rois de Gor, OPTA, 1979 ((en) Priest-Kings of Gor, 1968)  (ISBN 2-7201-0113-3 et 0-7592-0036-X)
4. Les Nomades de Gor, OPTA, 1979 ((en) Nomads of Gor, 1969)  (ISBN 2-7201-0113-3 et 0-75925-445-1)
5. Les Assassins de Gor, OPTA, 1981 ((en) Assassin of Gor, 1970)  (ISBN 2-7201-0133-8 et 0-75920-091-2)
6. Les Pirates de Gor, OPTA, 1981 ((en) Raiders of Gor, 1971)  (ISBN 2-7201-0140-0 et 0-75920-153-6)
7. Les Esclaves de Gor, OPTA, 1982 ((en) Captive of Gor, 1972)  (ISBN 2-7201-0157-5 et 0-75920-105-6)
8. Les Chasseurs de Gor, OPTA, 1983 ((en) Hunters of Gor, 1974)  (ISBN 2-7201-0176-1 et 0-75920-130-7)
9. Les Maraudeurs de Gor, OPTA, 1983 ((en) Marauders of Gor, 1975)  (ISBN 2-7201-0181-8 et 0-75920-141-2)
10. Les Tribus de Gor, OPTA, 1984 ((en) Tribesmen of Gor, 1976)  (ISBN 2-7201-0197-4 et 0-75925-446-X)
11. La Captive de Gor, OPTA, 1985 ((en) Slave Girl of Gor, 1977)  (ISBN 2-7201-0215-6 et 0-75920-454-3)
12. Les Monstres de Gor, OPTA, 1985 ((en) Beasts of Gor, 1978)  (ISBN 2-7201-0217-2 et 0-75921-125-6)
13. Les Explorateurs de Gor, OPTA, 1985 ((en) Explorers of Gor, 1979)  (ISBN 2-7201-0250-4 et 0-75921-167-1)
14. Le Champion de Gor, OPTA, 1986 ((en) Fighting Slave of Gor, 1980)  (ISBN 2-7201-0272-5 et 0-75921-173-6)
15. Le Forban de Gor, OPTA, 1986 ((en) Rogue of Gor, 1981)  (ISBN 2-7201-0287-3 et 0-75921-179-5)
16. Le Spadassin de Gor, J'ai lu, 1997 ((en) Guardsman of Gor, 1981)  (ISBN 2-290-04642-6 et 0-75921-368-2)
17. (en) Savages of Gor, 1982  (ISBN 0-75921-374-7)
18. (en) Bloodbrothers of Gor, 1982  (ISBN 0-75921-380-1)
19. (en) Kajira of Gor, 1983  (ISBN 0-75921-926-5)
20. (en) Players of Gor, 1984  (ISBN 0-75921-932-X)
21. (en) Mercenaries of Gor, 1985  (ISBN 0-75921-944-3)
22. (en) Dancer of Gor, 1985  (ISBN 0-75921-950-8)
23. (en) Renegades of Gor, 1986  (ISBN 0-75921-956-7)
24. (en) Vagabonds of Gor, 1987  (ISBN 0-75921-980-X)
25. (en) Magicians of Gor, 1987  (ISBN 0-75921-986-9)
26. (en) Witness of Gor, 2001  (ISBN 0-7592-4235-6)
27. (en) Prize of Gor, 2008  (ISBN 0-7592-4580-0)
28. (en) Kur of Gor, 2009  (ISBN 0-7592-9782-7)
29. (en) Swordsmen of Gor, 2010  (ISBN 1-6175-6040-5)
30. (en) Mariners of Gor, 2011  (ISBN 0-75929-989-7)
31. (en) Conspirators of Gor, 2012  (ISBN 1-6175-6731-0)
32. (en) Smugglers of Gor, 2012  (ISBN 1-6175-6865-1)
33. (en) Rebels of Gor, 2013  (ISBN 1-6175-6123-1)
34. (en) Plunder of Gor, 2016  (ISBN 1-5040-3406-6)
35. (en) Quarry of Gor, 2019
36. (en) Avengers of Gor, 2021
37. (en) Warriors of Gor, 2022

## Généralités

### Intrigue
La plupart des romans de la série sont  des récits d’action et d'aventures amoureuses, avec des affrontements guerriers librement adaptés d’exemples historiques, comme les batailles de trirèmes de la Grèce antique et les sièges des châteaux de l'Europe médiévale. Ar est une cité (la plus grande en Gor) qui ressemble à la Rome antique, et possède un empire terrestre qui s'oppose à l'empire maritime de l'île de Cos.
La série est un planet opera. Le premier livre, Le Tarnier de Gor, s'ouvre sur des scènes qui rappellent le premier livre de la série du Cycle de Mars d’Edgar Rice Burroughs, qui a largement créé le genre et dans les deux œuvres c’est le protagoniste qui raconte ses aventures, après avoir été transporté vers un autre monde. Ces parallèles prennent fin, après les premiers livres, lorsque les histoires commencent à se structurer autour de l’axe d’un complot suscitant des luttes entre la ville-État d’Ar et l'île de Cos pour contrôler la région de la rivière Vosk, et autour des luttes à un niveau plus élevé entre les prêtres-rois non-humains et les Kurii (voir ci-dessous) pour le contrôle du système solaire. Généralement, les histoires ont un lien avec le narrateur premier, Tarl Cabot. Relativement absents au départ, les thèmes de  l'esclavagisme et de la condition féminine vus par Norman apparaissent progressivement.

### Lieux de l'action

Carte simplifiée de Gor,

Gor est un monde dont la flore, la faune, et les coutumes sont minutieusement décrites avec un grand luxe de détails. John Norman - le nom de plume de John Lange, professeur de philosophie et de  lettres classiques – se transforme souvent avec délices en ethnographe, pour peupler sa planète d’ethnies diverses possédant toutes diverses caractéristiques inspirées des Romains, des Grecs de l’antiquité, des  Indiens d’Amérique, des Vikings, et d'autres civilisations. Dans ces romans ces différentes peuplades sont en fait des émigrés venus de la Terre, en vaisseaux spatiaux grâce à l'intervention secrète des dirigeants de Gor, les prêtres-rois, une race d'extraterrestres à l’apparence d’insectes. Les humains de Gor possèdent des villes bénéficiant d’une architecture moderne et ont acquis des connaissances médicales avancées (permettant de prolonger leur durée de vie), mais ont été contraints de demeurer à un stade primitif pour les techniques de transports et d’armement (correspondant à peu près au niveau de la civilisation méditerranéenne de l’époque classique), en raison de restrictions imposées dans le domaine de la technologie par les prêtres-rois. Cette limitation a été édictée dans le but d'assurer la sécurité des prêtres-rois ainsi que des autres peuples autochtones transplantés sur Gor qui, sans ces mesures, auraient peut-être souffert de la présence de l'homme en raison de ses tendances belliqueuses.
La planète de Gor possède une gravité plus faible que celle de la terre (qui a rendu possible l’apparition de grandes créatures volantes, et a permis de construire dans les villes des grandes tours reliées par des ponts aériens). Elle aurait même pu avoir une gravité encore plus faible si cela n’avait pas été un obstacle pour la technologie des prêtres-rois. La géographie connue de Gor se résume principalement de la côte occidentale d'un continent qui s'étend de l'Arctique au nord jusqu’au sud de l'équateur, avec l'océan Thassa à l'ouest, et la chaîne de montagnes Voltai formant une limite est à toutes les latitudes. Il existe aussi des îles dans l'océan, et des plaines  relativement mal connues à l'est de la Voltai. Le mot Gor lui-même désigne la pierre du foyer dans la langue Goréenne (la langue maternelle des cités-états situées dans la région tempérée du nord, et la lingua franca parlée dans de nombreuses autres régions).

## Controverses

### Confusion avec le BDSM classique
L'aspect volontairement machiste du cycle de Gor a provoqué la censure du cycle par les féministes durant les années 1980 et les années 1990, et qui par opposition a suscité l’intérêt de certaines communautés BDSM. Depuis quelques années, une culture de Gor ou pseudo-goréenne est véhiculée par des sites et des salons de discussion sur Internet à travers des jeux de rôle à caractère BDSM où l'on pratique une soumission virtuelle, sur Second Life par exemple. Les adeptes de cette « philosophie » se désignent eux-mêmes comme goréens.
Certains aspects de l'esclavage Goréen décrits dans les livres de la chronique de Gor - tels que la  posture d’attente à genoux dite Nadu,,,, ainsi que les autres postures de soumission,et la coutume existant dans les régions situées au nord de la zone tempérée où sont situées les cités-états, selon laquelle les vêtements de la kajira doivent laisser à découvert ses parties intimes, afin que l’accès à son sexe et à ses seins soit toujours librement offert à son maître, symbolisant ainsi sa docilité et sa constante disponibilité, sans que rien s’oppose aux désirs impromptus et impérieux de son maître, ni une improbable dérobade de la fille, ni l’obstacle du moindre voile si arachnéen fut-il — ont probablement été influencés par le roman érotique histoire d'O, maintenant devenu un classique. Le symbole kef gravé sur la cuisse gauche des kajirae rappelle le cruel supplice d’O que son maître, sir Stephen avait fait subir à son esclave de plaisir en la marquant au fer rouge, à ses initiales, imprimant ainsi de manière indélébile son nom  dans la chair tendre de ses globes fessiers. Dans les deux œuvres, la prostitution des filles et les châtiments corporels les plus sauvages, tels la flagellation, font partie intégrante du dressage des esclaves femelles. Pour les mâles de Gor il est naturel d’offrir leur favorite à un hôte de passage qu’ils souhaitent honorer, ils n’admettraient pas qu’une kajira refuse de prodiguer ses faveurs et la châtieraient impitoyablement le cas échéant. Mais il est rare qu’ils aient à sévir, tant les kajirae ont admis dès l’enfance leur nature inférieure. Mais contrairement aux esclaves de Gor, l’héroïne d’histoire d’O est née libre et doit sans cesse renouveler à son maître ses vœux de servitude volontaire : Chaque fois qu’elle livre son corps aux grossiers appétits de ses violeurs ou qu’on lacère sa chair à coup de fouet, c’est comme si elle entrait en religion, d’où l’aspect très ritualisé des épreuves initiatiques qui prennent la forme de cérémonies interminables et inutilement cruelles.  Pauline Réage ne s’est pas contentée du marquage au fer pour sceller le consentement de son esclave, elle a également imaginé de l’anneler, c'est-à-dire de percer les lèvres de son sexe d’un anneau pour y suspendre un disque (le triskell) proclamant une totale soumission à son tourmenteur adoré. Histoire d’O est pour beaucoup dans la vogue actuelle du piercing intime, dont la pratique jugée barbare à l’époque (et parfois confondue avec l’infibulation) est devenue le passage obligé de l’initiation des adeptes du BDSM[Information douteuse] avant de se banaliser dans tous les milieux et de devenir un accessoire érotique quasiment dépourvu de toute référence masochiste. Rappelons que les kajirae de John Norman ignorent le piercing des lèvres vaginales aussi bien que celui des tétons quoiqu’en pensent certaines adeptes des jeux Goréens encore imprégnés de culture BDSM classique.
Les pratiques Goréennes sont clairement des pratiques de soumission, mais elles ne relèvent pas vraiment du sado-masochisme, dans le sens où la douleur n’est pas recherchée pour le plaisir sexuel, qu’elle pourrait susciter chez le Maître ou l’esclave, au terme d’une douloureuse initiation au rituel compliqué comme dans le roman histoire d’O. Le Maître de Gor professe simplement que la femme est un être inférieur qui ne doit servir qu’à son bon plaisir et si elle désobéit, elle sera châtiée. Ainsi, bien que des Goréens peuvent s'engager dans des activités de type BDSM, celles-ci ne sont pas obligatoires pour les Goréens et leur style de vie professe plutôt que la douleur est à éviter, et est considérée comme un châtiment plus que comme une sensation érotisée.
La soumission Goréenne est plus cérébrale, parfois virtuelle au cours des jeux en ligne où elle recherche davantage l’humiliation et l’assujettissement psychique de l’esclave que la souffrance  physique. Elle n’en est pas moins dangereuse, car elle peut aboutir à des dérives sectaires. Sur Second Life, IMVU ou Active Worlds, ces dérives sont plus présentes, mais des exemples ont été retrouvés dans le monde "réel".
Néanmoins, certains adeptes des pratiques BDSM ont trouvé une source d’inspiration dans le cycle de Gor et certains ont voulu faire de la Kajira une figure emblématique de la soumission féminine, dans des variations externes à la condition de la Kajira proprement dite (sado-masochisme, etc.)

### Principes des castes, société
La société de Gor est organisée de façon extrêmement rigide par un système de castes déterminées en principe une fois pour toutes à la naissance (mais il existe des exceptions) ou acquise par mariage pour les femmes libres. Il en existe deux principaux groupes, les Hautes Castes et les basses Castes. 
Il existe cinq hautes Castes qui concentrent entre leurs mains l’essentiel du pouvoir et de l’influence sur Gor, parce qu’elles élisent leur propres membres au conseil municipal, et donc votent les lois qui régissent la vie de tous dans leur ville. D’autre part elles sont les seules à accéder à la deuxième connaissance alors qu’on n’enseigne aux basses castes que la première connaissance, qui contient souvent une information délibérément fallacieuse.
Par ordre d’importance, les cinq hautes Castes de Gor sont  les suivantes : La caste des initiés (robes blanches), la caste des scribes (robe bleue), la caste des constructeurs (robe jaune), celle des médecins (robe verte) et des guerriers (robe rouge) .
Les basses castes sont beaucoup plus nombreuses, surtout si on compte les sous-castes, castes des marchands, des tarniers, des musiciens et des poètes, celles des paysans, des bateliers, des tisserands, etc.
Au-dessous des plus basses castes, on trouve les esclaves qui n’ont aucun droit. Il est à noter que n’importe quelle personne libre, quelle que soit sa caste, peut être réduite en esclavage du jour au lendemain si elle est capturée par un guerrier d’une autre ville que celle où elle réside.
On ne peut faire grief à Norman de faire l’éloge de l’esclavage qu’il décrit dans ses romans mais on peut lui reprocher de présenter comme idéale une société où tout est organisé pour maintenir l’essentiel de la population dans l’obscurantisme, alors que l’élite a accès à des connaissances scientifiques très sophistiquées dont elle interdit la diffusion au prétexte de prévenir les guerres meurtrières provoquées par un armement de haute technologie.  

### Féminisme
L'aspect le plus controversé de cette saga reste la condition des femmes de la société goréenne, asservies ou du moins soumises aux hommes et devant satisfaire tous les désirs de ces derniers. Cet aspect du rôle des femmes se retrouve dans l'œuvre sous forme de nombreux passages décrivant soit les règles qui leur sont imposées soit une justification philosophique de cet état de fait. En effet, selon Norman, les femmes sont naturellement prédisposées à obéir aux hommes, et peuvent trouver le bonheur en acceptant cette situation. 
Aux États-Unis, des féministes ont appelé au boycott des œuvres de Norman au cours des années 1980-1990 et obtenu la cessation des achats des livres du cycle de Gor par la plupart des bibliothèques.

### Dérives sectaires
Le jeudi 18 mai 2006, une maison de Darlington, dans le comté de Durham, au Royaume-Uni, a été perquisitionnée par la police qui avait  reçu des plaintes signalant qu’une femme y était détenue contre sa volonté, mais un porte-parole a déclaré que cette femme était entrée dans la maison de son plein gré, et la police n'a trouvé aucune preuve d'activité criminelle. Lee Thompson, l'ex-gourou du  groupe esclavagiste « Kaotian », affirme que les Kaotians ne sont pas Goréens, mais qu’ils sont meilleurs que les Goréens.
En décembre 2008 Thompson a plaidé coupable face à l’accusation d’avoir « recruté une femme pour l’obliger à avoir des rapports sexuels sous la menace ou par l'intimidation » et a été condamné à trois ans de prison. Il a plaidé coupable après avoir accepté un accord avec l’accusation et l'expression « sous la menace » n’a pas été retenue au procès,.

## Adaptations au cinéma et à la télévision
- Deux films ont été réalisés (souvent considérés comme des œuvres de science fiction de série  B, sont très vaguement inspirés des livres de Norman), sur Gor[20],[21] et Outlaw of Gor[22](Également connu sous le nom d’« Outlaw »), ce dernier est apparu dans la série télévisée américaine Mystery Science Theater 3000.

Bien que n'étant pas officiellement relié au récit de John Norman, Fencer of Minerva (en) est une série animée japonaise qui contient de nombreux éléments et idées exposés dans la philosophie Goréenne

### Sources
(juillet 2011).
- « Québecblogue »(Archive.org • Wikiwix • Archive.is • Google • Que faire ?) (consulté le 25 mars 2013)
- Gorean lifestile house of true goreans
- « Index de Gor »(Archive.org • Wikiwix • Archive.is • Google • Que faire ?) (consulté le 25 mars 2013)
- Goran Lifestyle
- Gorean rôle play
- Jonrhus of Gor
- House of cavalier
- The Gorean Voice